# Huset Grip
Huset Grip (polska Gryf, tyska Greif) var Pommerns hertigliga fursteätt från 1100-talet till dess utslocknande på manssidan år 1637. 
Den äldsta kända stamfadern för Huset Greifen var Wartislaw I, vilken grundade hertigdömet Pommern, och införde kristendom i Pommern. Hans son Bogislav I av Pommern var den förste pommerske fursten som blev tysk riksfurste.
Efter Bogislavs död delades styret i Pommern av sönerna Bogislav II och Kasimir II.
Den senare av sönerna, hertig Kasimir anses vara den första som använde grip som släktvapen på ett sigill från 1190-talet.
Gripen i ättens vapen ingår genom kung Eriks försorg i såväl Skånes som Malmös vapen, och även genom lokal anknytning i den tyska delstaten Mecklenburg-Vorpommerns samt de polska städerna Słupsks och Tczews.
Kung Erik av Danmark, Norge och Sverige (känd som Erik av Pommern) tillhörde ätten liksom även tronföljaren han (utan framgång) utsåg för Norden, hertig Bogislav IX av Pommern.
Den siste medlemmen av ätten, hertig Bogislaw XIV saknade arvingar, något som aktualiserade fördraget med Brandenburg från 1493 som hans anfader Bogislav X av Pommern hade gjort. Bogislaus ingick dock ett förbund med Sverige och Gustav II Adolf, något som gjorde att Gustav II Adolf betraktade sig som aspirant på området, och vid hans död 1637 var hans länder besatta av svenska trupper, samtidigt som Sverige befann sig i krig med Brandenburg.
Vid  Westfaliska freden 1648 delades Pommern upp. Sverige fick hela Vorpommern vilket sedan kallades Svenska Pommern, och som var i svensk ägo till år 1815. Dit räknades ön Rügen och en viss period ön Usedom samt städerna Stralsund och Greifswald.